# Angoumois

Angoumois na tle Francji w 1789 roku

Angoumois – historyczna prowincja w zachodniej Francji, zajmująca obszary wokół miasta Angoulême, niemal w całości na terenie współczesnego departamentu Charente.
We wczesnym średniowieczu Angoumois należało do Królestwa Akwitanii. Od IX wieku władali nim hrabiowie Poitiers, a następnie książęta Akwitanii. W latach 1221–1242 niezależne hrabstwo, w 1308 roku przyłączone przez Filipa IV Pięknego do Królestwa Francji. Podczas wojny stuletniej, w 1360 roku utracone na rzecz Anglii, odbite przez Francuzów w 1373 roku. Ostatecznie przyłączone do Korony francuskiej w momencie koronacji Franciszka I w 1515 roku.
Prowadzi się tu hodowlę bydła mlecznego i uprawę winorośli do produkcji koniaku.